# Kadıköy (Buldan)
Kadıköy ist ein Dorf im Landkreis Buldan der türkischen Provinz Denizli. Kadıköy liegt etwa 63 km nordwestlich der Provinzhauptstadt Denizli und 23 km nordwestlich von Buldan. Kadıköy hatte laut der letzten Volkszählung 1.074 Einwohner (Stand Ende Dezember 2010).